# CSM Fetești
Clubul Sportiv Municipal Fetești, cunoscut sub numele de CSM Fetești este un club de fotbal din Fetești, județul Ialomița, care joacă în prezent în Liga a IV-a Ialomița, al patrulea nivel fotbalistic al sistemului de ligi al fotbalului românesc.

## Istoric
Echipa de fotbal Locomotiva CFR Fetești a fost fondată la data de 4 august 1945, în cadrul complexului de cale ferată din Fetești, la inițiativa unui număr mare de muncitori pasionați de sport. Printre aceștia s-au numărat, printre alții, Oprea Cojocaru, Petre Ion și Ștefan Iacob, considerați printre fondatorii clubului.
În perioada postbelică, echipa a disputat și o serie de meciuri amicale internaționale cu formații din orașele bulgare Ruse, Silistra și Tolbuhin, obținând rezultate bune. Aceste performanțe au contribuit la creșterea popularității clubului la nivel regional și au atras un număr semnificativ de spectatori, stadionul fiind adesea plin la meciurile disputate pe teren propriu.
După anul 1963, echipa s-a mutat temporar pe terenul Jandarmeriei din localitate, ca urmare a demarării lucrărilor de construcție a Stadionului Central din Parcul Mare, proiectat să aibă o capacitate de 20.000 de locuri. Noul stadion a fost dat parțial în folosință în anul 1972. Ulterior, acesta a găzduit întrecerile Ceferiadei naționale, desfășurate sub egida Regionalei CFR Constanța.
Între timp, în orașul Fetești au apărut și alte formații, precum Progresul (echipa Primăriei), Ogorul (echipa Întreprinderii Agricole de Stat) și Autobuzul (echipa Întreprinderii Regionale de Transporturi Auto), care au evoluat în categoriile inferioare ale fotbalului regional și județean. Ulterior, Progresul și Ogorul au fuzionat, rezultând o nouă echipă denumită Viticola Fetești.
În vara anului 1972, după ce Viticola a ratat promovarea în Divizia C, cele două cluburi importante ale orașului – Viticola și Locomotiva CFR – au decis să fuzioneze, cu scopul de a forma o echipă mai competitivă care să reprezinte orașul la un nivel superior. Astfel a luat naștere Rapid Fetești.
În primul său sezon de existență, Rapid Fetești a reușit să câștige Campionatul Județean Ialomița și a promovat în Divizia C, unde a evoluat timp de trei sezoane consecutive, clasându-se pe locul 10 în Seria a IV-a în sezonul 1973–74 și pe locul 9 în aceeași serie în 1974–75, retrogradând în divizia a patra la finalul sezonului 1975–76, când a ocupat poziția a 16-a în Seria a V-a.
După ce a ratat promovarea în sezonul 1977–78, pierzând barajul în fața echipei Voința Constanța, câștigătoarea campionatului județean Constanța (2–0 la Fetești și 0–4 în deplasare), Rapid Fetești a revenit în Divizia C la finalul sezonului 1978–79, câștigând pentru a doua oară consecutiv campionatul județean. De această dată, echipa a promovat direct, fără a mai disputa un meci de baraj, profitând de faptul că județul Ialomița era mai slab reprezentat în eșalonul al treilea.
Formația feteșteană a evoluat timp de șase sezoane consecutive în Seria a IV-a a Diviziei C, obținând următoarele clasări: locul 12 în sezonul 1979–80, locul 5 în 1980–81, locul 3 în 1981–82 — cea mai bună performanță din istoria clubului până la acel moment — locul 10 în 1982–83, locul 8 în 1983–84 și locul 15 în 1984–85, sezon în urma căruia a retrogradat.
În această perioadă, conducerea asociației a fost asigurată de Matei Mihai, Moga Ion și Neagu Vasile, iar pe banca tehnică s-au aflat antrenori precum Ion Pestriță, Nae Georgescu, Ion Simula, Vasile Enache, M. Turcu și Dumitru Dumitriu.
Rapid a reușit să revină în Divizia C în 1989, însă fără rezultate notabile, evitând la limită retrogradarea în sezonul 1989–90, când a terminat pe locul 14 din 16. În sezonul 1990–91, echipa s-a clasat pe locul 11, pentru ca la sfârșitul sezonului 1991–92 să retrogradeze din nou, după ce a încheiat pe locul 15.
O nouă revenire în Divizia C a avut loc la finalul sezonului 1992–93, echipa câștigând Campionatul Județean Ialomița și barajul de promovare disputat împotriva campioanei județului Brăila, Șantierul Naval Brăila. 
În sezonul 1993–94, sub comanda antrenorului Gheorghiță, echipa nu reușește să adune în primele etape niciun punct, acesta fiind înlocuit cu Drogeanu. Se aduc jucători cu experiență, precum Gigi Marian, Sandu Țăranu, Vali Nicolae, Costel Borcan sau Nelu Rotaru, care duc echipa pe locul 12 cu 36 de puncte, evitând astfel retrogradarea. În sezonul următor, din cauza retragerii sponsorului principal, Elcom, clubul se confruntă cu mari dificultăți financiare și după doar nouă runde se retrage din Divizia C.
La finalul sezonului 2001–02, echipa câștigă Campionatul Județean Ialomița, dar pierde barajul de promovare jucat la Strejnic împotriva campioanei județului Buzău, Turistul Pietroasele Haleș, cu 4–1.
După opt sezoane în campionatul județean, în care termină de fiecare dată pe podium, în sezonul 2010–11 echipa are un tur de campionat foarte modest fiind aproape de zona retrogradării, dar în retur echipa are doar două înfrângeri din 15 meciuri și termină pe locul 6.
Sezonul următor avea sa fie unul foarte bun, feteștenii reușind să câștige campionatul județean, Cupa României – faza județeană și barajul pentru promovarea în Liga a III-a, jucat împotriva campioanei județului Brăila, Victoria Traian, cu 3–0 la penalty-uri pe teren neutru la Berca. Antrenorul Marius Munteanu a folosit următorii jucători: Iulian Gândac, Dragoș Țonea, Alexandru Ghiță, Mihăiță Ciubuc, Petruș Neculai, Alexandru Țiflea, Florin Nedelea, Tudorel Ivan, Iulian Marcu, George Comănași, Vasile Pena, Florin Juncănariu, Ionuț Mitu, Mădălin Clinciu, Răzvan Țiflea, Marius Ureche, Andrei Cimpoieru, Emil Călugăru, Cosmin Dănilă, Iulian Roșoagă, Ionuț Pioaru, Iulian Nasture, Marin Nicolaie.
La revenirea în a treia divizie, echipa din Rapid Fetești termină campionatul pe locul 9. Pe lângă jucătorii care au reușit promovarea, apar în echipă: Erhan Eracai, Liviu Ștefan, Gabriel Contu, Dan Marian, Viorel Stanciu, Alexandru Paraschiv și Alexandru Uruc.

## Stadion
Meciurile se jucau pe un teren improvizat în spatele "Morii Deliu", actualmente în zona podului rutier peste calea ferată. Pe acest teren s-a desfășurat și primul meci din Cupa României dintre Locomotiva Fetești și Locomotiva Grivița Roșie București, încheiat cu 5-4 pentru feteșteni. La acea dată, echipa feteșteană se afla la campionatul regional Constanța-București.
Echipa își mută locul de disputare a meciurilor și se construiește în zona actualului Uscător de Cereale o nouă bază sportivă. Stadionul avea o capacitate de 500 locuri cu o tribună din metal, o locuință pentru administratorul bazei, dar și vestiare pentru gazde, oaspeți și arbitrii construite din lemn. Însă, de obicei, echipa gazdă se echipa în depou, unde, lângă dormitoarele CFR, era și o magazie cu echipament sportiv.

## Palmares
Liga a IV-a Ialomița
- Campioană (10): 1972–73, 1977–78, 1978–79, 1985–86, 1987–88, 1988–89, 1992–93, 2001–02, 2011–12, 2020–21
- Vicecampioană (2): 1970–71, 2022–23

Liga a V-a Ialomița
- Campioană (1): 2014–15

Cupa României – Județul Ialomița
- Câștigătoare (1): 2001–02

### Alte performanțe
- Prezențe în Liga a III-a: 17 sezoane
- Cea mai bună clasare în Liga III: 3 în (1981–82)

## Jucători
La 6 September 2021.
| Nr. |         | Poziție | Jucător                                   |
| --- | ------- | ------- | ----------------------------------------- |
|     | România | P       | Emil Călugăru (Căpitan)                   |
|     | România | P       | Theodor Gabor                             |
|     | România | F       | Cristian Călin (Vice-Căpitan)             |
|     | România | F       | Andrei Dobre                              |
|     | România | F       | Auraș Dragu                               |
|     | România | F       | Vasile Gene                               |
|     | România | F       | Andrei Lucan                              |
|     | România | F       | Gabriel Radicof                           |
|     | România | F       | Emil Sibiceanu                            |
|     | România | F       | Marian Tudor                              |
|     | România | M       | Matei Babaua                              |
|     | România | M       | Gabriel Căutiș (împrumutat de la Dunărea) |

| Nr. |           | Poziție | Jucător           |
| --- | --------- | ------- | ----------------- |
|     | Australia | M       | Kai Holbroock     |
|     | România   | M       | Patrick Gogan     |
|     | România   | M       | Daniel Grigore    |
|     | România   | M       | Dodonof Ștefan    |
|     | România   | M       | Marius Pîslaru    |
|     | România   | M       | Mihai Rădan       |
|     | România   | M       | Rareș Toader      |
|     | România   | A       | Alexandru Buzincu |
|     | România   | A       | Leonard Gogu      |
|     | România   | A       | Eduard Matei      |
|     | România   | A       | Samuel Predescu   |

## Foști antrenori
- Ovidiu Petcu
- Miky Mihăilescu
- Gabriel Șandor
- Ludovic Cozma
- Alexandru Roibu
- Constantin Humis
- Ion Pestriță
- Marius Munteanu